# 東清河郡
清河郡，中国東晉时设置的僑郡，後改稱東清河郡。

## 建置沿革
東晉時，在青州僑置清河郡，治槃陽城（今山東省淄博市淄川區）。
晉安帝義熙中，在青州境內僑置冀州，清河郡改屬冀州。後省冀州，清河郡還屬青州。宋文帝元嘉九年（432年），分青州復置冀州，清河郡改屬冀州。清河郡領七僑縣：清河、武城、繹幕、貝丘、零、鄃、安次。
宋明帝泰始中，清河郡入北魏。北魏獻文帝皇興三年（469年），改宋之冀州為齊州，清河郡為東清河郡。安次縣改屬青州高陽郡。北魏孝文帝太和十八年（494年），饒陽縣改屬東清河郡。北齊文宣帝天保七年（556年），省併東清河郡及其所領清河、武城、繹幕、零、鄃、安次六縣，貝丘縣改屬東平原郡。

## 人口
- 宋孝武帝大明八年（464年），清河郡有3794戶、29274口。[2]
- 東魏孝靜帝武定中（543年－550年），東清河郡有6810戶、22574口。[3]

## 行政長官

### 清河太守（－469年）
- 崔逞，字叔祖，清河東武城人，晉孝武帝太元九年（484年）出任。[5]
- 韋楷，京兆杜陵人。[6]
- 孫全，晉安帝義熙元年（405年）叛，被斬。[7]
- 趙難，云南陽宛人。[8]
- 劉懷民，平原人。[9]
- 崔靈瑰，清河鄃人。[10]
- 崔喬，清河武城人。[11]
- 王玄邈，字彦远，下邳人，宋明帝泰始二年（466年）前後在任。[12]
- 房靈民，清河繹幕人，北魏獻文帝時在任。[13]

### 東清河太守（469年－556年）
- 馮僧集，東魏郡肥鄉人。[14]
- 房宣明，清河繹幕人，北魏孝文帝太和末試守。[13]
- 賈景雋，廣川人，北魏宣武帝永平中追贈。[15]
- 杜昶，北魏孝明帝時叛。[13]
- 房景伯，清河繹幕人，北魏孝明帝時在任。[13]
- 董遵，北魏孝明帝孝昌元年（525年）為郡人崔畜所殺。[16]
- 邵懷，北魏孝明帝孝昌三年（527年）為廣川民劉鈞所執。[16]
- 韓子捷，北魏孝武帝永熙三年（534年）為郡人傅皛所殺。[17]
- 房士隆，清河繹幕人，東魏孝靜帝興和中在任。[13]
- 崔勉，字彥儒，東清河鄃人，東魏孝靜帝時在任。[18]